# 村上吉充
村上吉充（むらかみ よしみつ，生卒年不詳）戰國時代武將。別名又三郎。官位：新藏人。
村上吉充的家族原是支配瀨戶內海的海賊眾，後來父親依附毛利氏。天文24年（1555）嚴島之戰因應毛利氏請求而率水軍出戰，與小早川水軍配合行動，為毛利軍獲勝做出重大貢獻。
之後跟從小早川，弘治元年（1555）到弘治3年（1557）防長經略對關門海峽封鎖表現活越。永祿4年（1561）門司城攻防戰在乃美宗勝指揮下擊退大友軍。天正4年（1576）第一次木津川口之戰率軍與九鬼嘉隆奮戰獲勝，為米糧成功運送到石山本願寺貢獻良多。

## 關連項目
- 村上水軍
- 小早川水軍